# Kings Prairie Township
Kings Prairie Township est un township du comté de Barry dans le Missouri, aux États-Unis,. En 2000, le township comptait une population de 968 habitants. Il est baptisé en référence à George W. King, un pionnier.

## Source de la traduction
- (en) Cet article est partiellement ou en totalité issu de l’article de Wikipédia en anglais intitulé « Kings Prairie Township, Barry County, Missouri » (voir la liste des auteurs).